# Station Bielin
Station Bielin is een spoorwegstation in de Poolse plaats Bielin.